# Fekete József (író)
Fekete József, született Schwarz József (Kecskemét, 1854. november 19. – Budapest, 1928. március 8.) magyar író, újságíró.

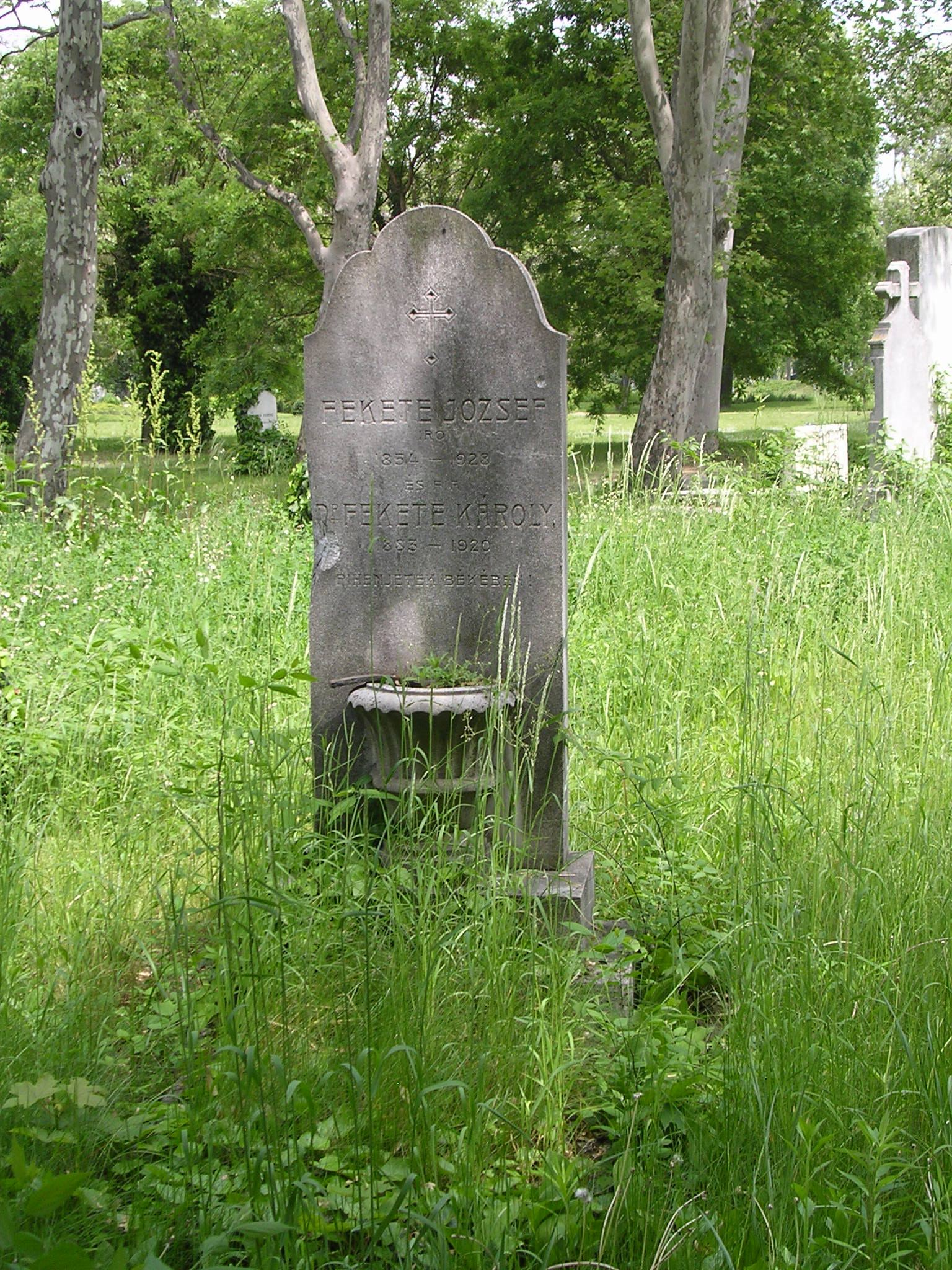
Sírja a Fiumei úti sírkertben (37/1-3-2)

## Pályája
Apja, Schwarz Ármin jómódú zsidó származású kereskedő, anyja Pfeifer Katalin volt. Iskoláit szülővárosában kezdte, a felső osztályokat Pesten az ágostai evangélikus gimnáziumban végezte. 1872-ben Berlinbe ment, onnan Lipcsébe, ahol az egyetemen jogot, államtudományokat és bölcseletet hallgatott. Egyik alapítója volt a Lipcsei Magyar Egyletnek, melynek két évig elnöke volt. 1874-ben kiadta a Deutsche Reichslaterne című folyóiratot. Vizsgái után, 1878-ban hazatért és a Kecskeméti Lapokat szerkesztette. 1884-ben Budapestre ment és Hevesi Józseffel együtt megalapította a Magyar Salont, valamint az Otthon című folyóiratot és szerkesztőjük volt 1893-ig. Fekete egyik alapítója volt az Otthon Írók és Hírlapírók Körének, a Vígszínháznak és a Nemzeti Szalonnak.
Felesége Raditz Irma (1865–1933) volt.

## Munkái
Önállóan megjelent művei:
- Az esküdtszéki intézményről (1884)
- A magyar nemzet gazdasági története (1887)
- Magyar festők műtermeiben (1888)
- Három vígjáték (1889)
- A vallástalanságról (1890)
- Halandó Istenek (1890)
- Magyar festők műtermeiben (1894)
- A nőkérdés (1895)
- Az erkölcs élettana (1902)
- Az élet bölcselete (1903)
- A világ egységes élettörvényei (1905)
- A világ mechanikája (1905)
- Darwin jubileuma (1907)